# Clergoux
Clergoux település Franciaországban, Corrèze megyében. Lakosainak száma 411 fő (2022. január 1.). Clergoux Champagnac-la-Noaille, Espagnac, Eyrein, Saint-Martial-de-Gimel és Saint-Pardoux-la-Croisille községekkel határos.

## Népesség
A település népességének változása:
| Lakosok száma | 430  | 390  | 367  | 367  | 396  | 408  | 412  | 405  | 405  | 411  |
|               | 1968 | 1982 | 1990 | 2006 | 2013 | 2015 | 2017 | 2019 | 2020 | 2022 |